# Tälje
För andra betydelser, se Tälje (olika betydelser).

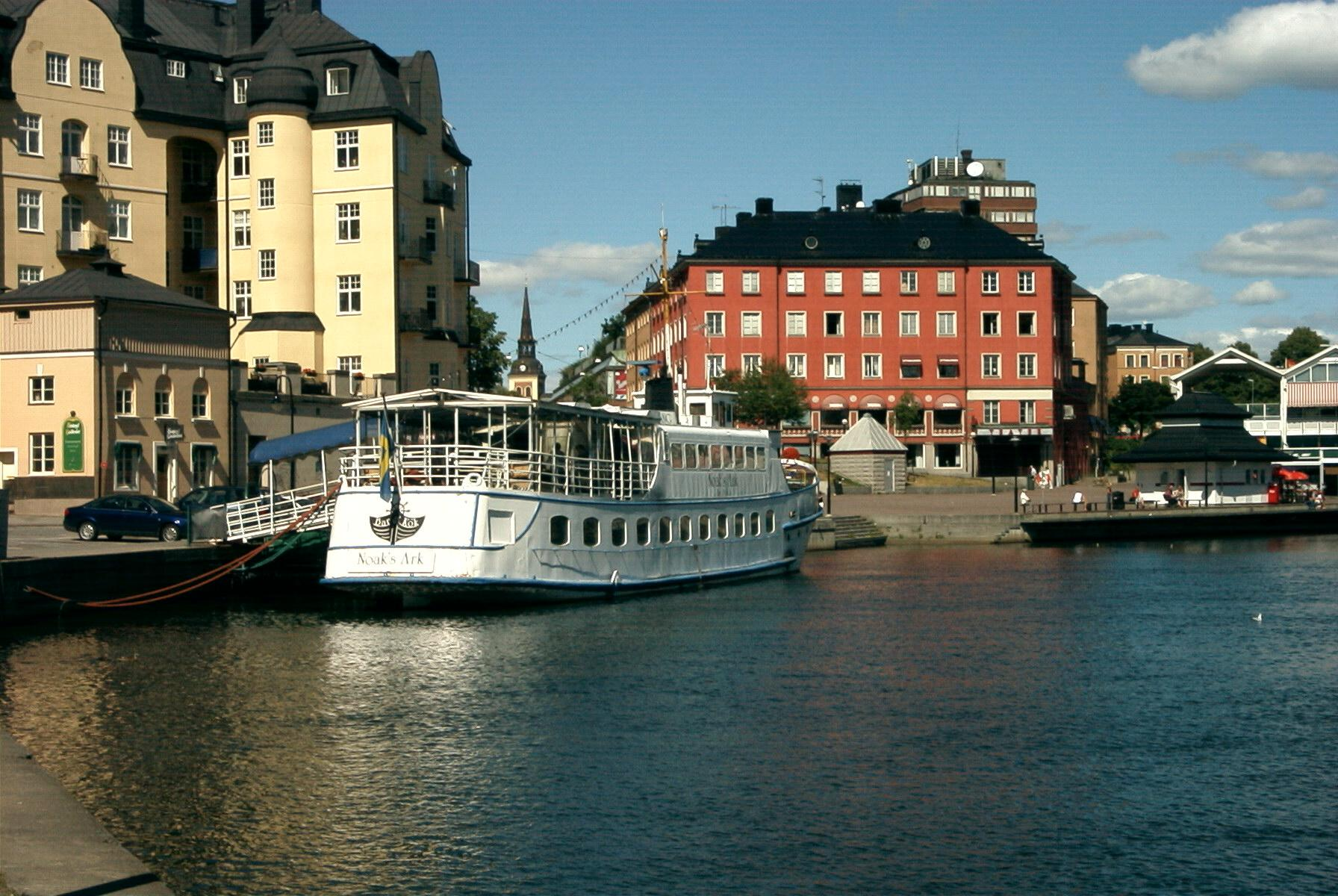
Marenplan i Södertälje, tidigare kallad Stadshamnen, med Olof Palmes plats sett från Strandgatan är den nordligaste saltvattensdelen av kanalen. Denna långa skåra menar vissa är bakgrunden till att staden fått namnet ”Tälje”

Tälje (flera stavningsvarianter av ordet har förekommit, bland andra Telge, Tælgia, Tælga) är det tidigast kända namnet på Södertälje. Norrtälje har därför fått sitt namn på grund av den geografiska placeringen norr om Stockholm.

## Historia
Stadens första kända namn var Tælgia eller Tælga (andra dåtida stavningsvarianter: Tcelghia, Tcelge). Vissa anser att detta namn härstammar från ett fornsamiskt ord för ”näs eller landtunga mellan två vattendrag”. Andra menar att förklaringen ligger i ordet ”tälja”. I Södertäljes fall menar man alltså de smala vikarna mellan Östersjön, Mälaren och själva staden. Vissa översätter ordet till ”skåra” vilket skulle motsvara geografin i Södertälje med branta sluttningar ner mot en sänka (där Södertälje kanals nuvarande sträckning går). Namnets stavning moderniserades senare, och staden kom att kallas för ”Telge”.
Detta namn användes ända fram till år 1622, då man lade till ordet ”söder” i samband med anläggandet av Norrtälje, beläget 11 mil nordost om staden. I och med stavningsreformen som genomfördes under 1900-talets början ändrades stavningen återigen från Södertelge till Södertälje. Namnet ”Telge”/”Tälje” lever dock kvar, och är idag namnet på flera platser och företag i staden. Däribland finns Telgekoncernen, stadsdelen Tälje och Täljegymnasiet.
Prefixet ”Söder” och ”Norr” framför Södertälje respektive Norrtälje har lagts till för att skilja de två från varandra, och har med deras läge i förhållande till varandra att göra. En vanlig missuppfattning är att namnet skulle vara knutet till dess läge i förhållande till Stockholm. Det kan dock tilläggas att både Öster- och Västertälje har fått sina namn eftersom de varit socknar utanför Södertälje, på den östra respektive västra sidan om staden. Dessa motsvaras idag i princip av Öster- och Västertälje församling i Södertälje kontrakt, Strängnäs stift. Båda socknarna införlivades i Södertälje under 1900-talet och deras bebyggelse ingår sedan länge i tätorten Södertälje.
I dag används Tälje som en kortform av framförallt Södertälje, exempelvis i hockeysammanhang.

## Platser med namnet Tälje
- Norrtälje
- Södertälje
- Västertälje
- Östertälje
- Tälje, by i Ånge kommun, Medelpad